# Campeonato regional de Santo Antão Norte
El Campeonato regional de fútbol de Santo Antão Norte es una liga de fútbol de la isla de Santo Antão de Cabo Verde, organizada por la Asociación regional de fútbol de zona norte de Santo Antão (ARFZNSA). 
Está compuesto por dos divisiones, la primera división está compuesta por seis equipos siguiendo un sistema de liga, los seis equipos se enfrentan todos contra todos en dos ocasiones, una como local y otra como visitante, sumando un total de 10 jornadas. La segunda división se juega en el mismo formato pero compuesto por cuatro equipos. El campeón de la competición tiene derecho a participar en el campeonato caboverdiano de fútbol, el que finaliza en última posición desciende a la segunda categoría, así como el campeón del segundo escalón logra su ascenso a la primera división.
Otras competiciones realizadas en la región son la Copa de Santo Antão Norte y la Supercopa de Santo Antão Norte. También en conjunto con la otra asociación regional de la isla se realiza la Copa de Santo Antão y la Supercopa de Santo Antão.

## Palmarés

### Por año[1]
| - 1997-98 : Rosariense - 1998-99 : Solpontense FC - 1999-00 : Solpontense FC - 2002-03 : Paulense - 2003-04 : Paulense - 2004-05 : Paulense - 2005-06 : Beira-Mar | - 2006-07 : Rosariense - 2007-08 : Solpontense FC - 2008-09 : Foguetões - 2009-10 : Solpontense FC - 2010-11 : Rosariense - 2011-12 : Paulense | - 2012-13 : Solpontense FC - 2013-14 : Paulense - 2014-15 : Paulense - 2015-16 : Sinagoga FC - 2016-17 : Paulense - 2017-18 : Foguetões |

### Por club
| Club                      | Títulos | Años de los títulos                                            |
| ------------------------- | ------- | -------------------------------------------------------------- |
| Paulense Desportivo Clube | 7       | 2002-03, 2003-04, 2004-05, 2011-12, 2013-14, 2014-15 y 2016-17 |
| Solpontense FC            | 5       | 1998-99, 1999-00, 2007-08, 2009-10 y 2012-13                   |
| Rosariense                | 3       | 1997-98, 2006-07 y 2010-11                                     |
| Foguetões                 | 2       | 2008-09 y 2017-18                                              |
| Beira-Mar                 | 1       | 2005-06                                                        |
| Sinagoga FC               | 1       | 2015-16                                                        |